# Bank-Verlag
Die Bank-Verlag GmbH (nachfolgend: „der Bank-Verlag“) bezeichnet sich selbst als das Service-Unternehmen der privaten Banken. Das Unternehmen wurde 1961 in Köln gegründet und ist seither dort ansässig. Der Bank-Verlag ist eine hundertprozentige Tochtergesellschaft des Bundesverbands deutscher Banken e.V. und zählt zu seinem Kundenkreis vor allem Banken, aber auch sonstige Finanzdienstleister sowie Unternehmen anderer Branchen. 
Das Produktportfolio besteht vor allem in IT-Dienstleistungen für die Bereiche IT-Security, Electronic Banking, bargeldloser Zahlungsverkehr sowie für die Umsetzung regulatorischer Anforderungen. Zudem produziert das Unternehmen diverse Fachpublikationen und bietet Veranstaltungen an. 

## Geschichte
Der Bank-Verlag wurde 1961 gegründet, um die Zeitschrift „die bank“ zu verlegen, die in Herausgeberschaft des Bundesverbands deutscher Banken e.V. (Berlin) erschien. Das Angebot des jungen Verlags wuchs rasch um Kundenbroschüren, Formulardruck und mehr. 
In den 1980er Jahren änderte der Bank-Verlag seine Ausrichtung hin zu IT-Dienstleistungen, wurde zur Autorisierungszentrale und zum Kartenproduzenten der privaten Banken, mit einem eigenen Rechenzentrum und einem wachsenden Angebot an Electronic-Banking-Produkten. 
Heute bietet das Unternehmen vor allem Dienstleistungen in den Bereichen Banking, Payments, Trusted Solutions und Business Support an. Das klassische Verlagsgeschäft hingegen wurde sukzessive zurückgefahren. Diverse Web-Publikationen wurden eingestellt; ebenso die Print-Fachmagazine RISIKO MANAGER (2006 bis 2019) und „die bank“ (1901 bis 2023).
Im November 2023 gelang es Unbekannten, einen zweistelligen Millionenbetrag von Bankkonten der Commerzbank zu stehlen. Hierfür wurden sogenannte Co-Badge-Girokarten genutzt, welche vom Bank-Verlag betreut wurden und eine Sicherheitslücke aufwiesen.

## Veröffentlichungen
- Bank-Verlag (Hrsg.): Basisinformationen über Wertpapiere und weitere Kapitalanlagen. Grundlagen, wirtschaftliche Zusammenhänge, Möglichkeiten und Risiken. 14., aktualisierte Auflage. Bank-Verlag, Köln 2024, ISBN 978-3-86556-541-9 (mit Glossar und Stichwortverzeichnis).